# Línea 686 (Interurbanos Madrid)
La línea 686 de la red de autobuses interurbanos de Madrid une el intercambiador de Moncloa (Madrid) con Torrelodones, por Los Peñascales.

## Características
Esta línea une la capital con Torrelodones, dando cobertura a Los Peñascales.
El 11 de abril de 2012, se amplió su itinerario hasta la zona comercial de Torrelodones. La línea fue reforzada en marzo de 2014, añadiendo varias expediciones en fines de semana y festivos.
Circula por el carril Bus-VAO de la A-6 mientras esté abierto.
La línea mantiene los mismos horarios todo el año (exceptuando las vísperas de festivo y festivos de Navidad).
Está operada por la empresa Avanza Movilidad Integral mediante la concesión administrativa VCM-604 - Madrid – Cercedilla – Hoyo de Manzanares (Viajeros Comunidad de Madrid) del Consorcio Regional de Transportes de Madrid.

## Horarios
| Lunes a viernes laborables | Lunes a viernes laborables | Sábados laborables, domingos y festivos | Sábados laborables, domingos y festivos |
| Madrid > Torrelodones      | Torrelodones > Madrid      | Madrid > Torrelodones                   | Torrelodones > Madrid                   |
| 07:10                      | 06:15                      | 07:10                                   | 08:00                                   |
| 08:15                      | 07:15                      | 08:50                                   | 11:30                                   |
| 09:15                      | 08:15                      | 12:20                                   | 13:15                                   |
| 10:10                      | 09:15                      | 14:15                                   | 17:15                                   |
| 11:15                      | 10:15                      | 18:10                                   | 19:20                                   |
| 12:15                      | 11:20                      | 20:15                                   | 21:15                                   |
| 14:15                      | 13:15                      | 22:15                                   |                                         |
| 16:15                      | 15:15                      |                                         |                                         |
| 18:10                      | 17:15                      |                                         |                                         |
| 19:15                      | 18:25                      |                                         |                                         |
| 20:15                      | 19:20                      |                                         |                                         |
| 22:15                      | 21:15                      |                                         |                                         |

## Recorrido y paradas

### Sentido Torrelodones
| Código | Parada                                   | Común con                             | Conexiones con Metro y Cercanías | Municipio    | Zona |
| ------ | ---------------------------------------- | ------------------------------------- | -------------------------------- | ------------ | ---- |
| 17480  | Intercambiador de Moncloa (dársena 28)   | Autobuses interurbanos del Corredor 6 | Moncloa                          | Madrid       |      |
| 11958  | Apeadero - Est. Las Matas                | 611 611A 613 625 633 685 686A 2       | Las Matas                        | Las Rozas    |      |
| 11960  | Ctra. A6 - Urb. Encinar de las Rozas     | 611 611A 613 685 686A 2               |                                  | Las Rozas    |      |
| 06123  | Av. Peñascales - Av. Pardo               | 620 622 686A                          |                                  | Torrelodones |      |
| 12229  | Gabriel Enríquez de la Orden - Enebral   | 686A                                  |                                  | Torrelodones |      |
| 12233  | Gabriel Enríquez de la Orden - Colegio   | 686A                                  |                                  | Torrelodones |      |
| 12227  | Av. Lago - Residencia de Ancianos        | 686A 4 5                              |                                  | Torrelodones |      |
| 10735  | Av. Lago - Depuradora                    | 686A 4 5                              |                                  | Torrelodones |      |
| 12224  | Av. Lago - Embalse Los Peñascales        | 4                                     |                                  | Torrelodones |      |
| 12223  | Av. Peñascales - Pistas de Tenis         | 4                                     |                                  | Torrelodones |      |
| 12222  | Av. Peñascales - Urb. Salud y Alegría    | 4                                     |                                  | Torrelodones |      |
| 12221  | Av. Peñascales - Urb. Bellavista         | 4                                     |                                  | Torrelodones |      |
| 18860  | Av. Peñascales - Doctor Bedoya           | 4                                     |                                  | Torrelodones |      |
| 12220  | Av. Peñascales - Tanatorio               | 4                                     |                                  | Torrelodones |      |
| 12231  | P.º Joaquín Ruiz Jiménez - Los Almendros | 611A 4                                |                                  | Torrelodones |      |
| 13143  | Ribadesella - Los Bomberos               | 686A 1                                |                                  | Torrelodones |      |
| 13142  | Av. Castillo Olivares - Hotel            | 612 613 686A 1                        |                                  | Torrelodones |      |
| 17244  | Pza. Abasto - C.C. Espacio Torrelodones  | 611 611A 612 613 633 685 686A 1       |                                  | Torrelodones |      |

### Sentido Madrid
NOTA: Las paradas sombreadas en azul se realizan cuando circula por el lateral de la A-6.
| Código | Parada                                   | Común con                             | Conexiones con Metro y Cercanías | Municipio    | Zona |
| ------ | ---------------------------------------- | ------------------------------------- | -------------------------------- | ------------ | ---- |
| 17244  | Pza. Abasto - C.C. Espacio Torrelodones  | 611 611A 612 613 633 685 686A 1       |                                  | Torrelodones |      |
| 13142  | Av. Castillo Olivares - Hotel            | 612 613 686A 1                        |                                  | Torrelodones |      |
| 10729  | P.º Joaquín Ruiz Jiménez - Los Almendros | 5                                     |                                  | Torrelodones |      |
| 10730  | Av. Peñascales - Tanatorio               | 5                                     |                                  | Torrelodones |      |
| 18861  | Av. Peñascales - Doctor Bedoya           | 5                                     |                                  | Torrelodones |      |
| 10731  | Av. Peñascales - Urb. Bellavista         | 5                                     |                                  | Torrelodones |      |
| 10732  | Av. Peñascales - Urb. Salud y Alegría    | 5                                     |                                  | Torrelodones |      |
| 10733  | Av. Peñascales - Pistas de Tenis         | 5                                     |                                  | Torrelodones |      |
| 10734  | Av. Peñascales - Embalse Los Peñascales  | 5                                     |                                  | Torrelodones |      |
| 13164  | Av. Lago - Depuradora                    | 686A 4 5                              |                                  | Torrelodones |      |
| 13166  | Av. Lago - Colegio                       | 686A 4 5                              |                                  | Torrelodones |      |
| 13171  | Gabriel Enríquez de la Orden - Enebral   | 686A                                  |                                  | Torrelodones |      |
| 06206  | Av. Peñascales - Av. Pardo               | 620 622 686A                          |                                  | Torrelodones |      |
| 11961  | Ctra. A6 - Urb. Encinar de las Rozas     | 611 611A 613 685 686A 2               |                                  | Las Rozas    |      |
| 11959  | Ctra. Coruña - Est. Las Matas            | 611 611A 613 625 633 685 686A 2       | Las Matas                        | Las Rozas    |      |
| 23     | Filosofía B - Estadística                | Autobuses interurbanos del Corredor 6 |                                  | Madrid       |      |
| 1333   | Escuela Agronómica                       | Autobuses interurbanos del Corredor 6 |                                  | Madrid       |      |
| 17480  | Intercambiador de Moncloa (dársena 28)   | Autobuses interurbanos del Corredor 6 | Moncloa                          | Madrid       |      |

## Galería de imágenes

Mapa de la distribución de dársenas del intercambiador de Moncloa con la distribución de cabeceras de las líneas de autobuses, entre las que aparece la línea 686.